# Bjännsjön, Västergötland
Bjännsjön är en sjö i Marks kommun i Västergötland och ingår i Viskans huvudavrinningsområde.